# A.G. Engineering
A.G. Engineering war ein portugiesischer Hersteller von Automobilen.

## Unternehmensgeschichte
Das Unternehmen aus Lissabon begann 1988 mit der Produktion von Automobilen. Etwa 1995 endete die Produktion.

## Modelle
Ein Modell war ein Cabriolet auf Basis des Citroën AX, entworfen von Benjamin Barral. Dieses Modell wurde im März 1988 präsentiert und anschließend verkauft. Daneben gab es das Modell Traction Vulumax. Dieses war ein Fahrzeug mit dem Fahrgestell des Citroën 2 CV und einer Kunststoffkarosserie im Stile des Citroën Traction Avant.